# Vienna Nights Live at Joe Zawinul's Birdland
Vienna Nights Live At Joe Zawinul's Birdland  è un doppio Cd del musicista Joe Zawinul con il suo gruppo The Zawinul Syndicate, pubblicato nel 2005 e registrato dal vivo al Joe Zawinul's Birdland di Vienna il 26 e il 30 maggio e 21 ottobre del 2004.

## Tracce

### CD 1
1. Y'elena (Selif Keita) – 05:33
2. Two lines (Joe Zawinul) – 95:04
3. Do you want some tea, grandpa? (Arto Tunçboyacıyan ) - 07:40
4. Chabiba (Karim Ziad) – 06:39
5. Blue soul / note 3 (Joe Zawinul) – 05:30
6. Rooftops of Vienna (Joe Zawinul) – 06:59
7. louange (Karim Ziad) – 05:15
8. East 12th street band (Joe Zawinul) – 08:57

### CD 2
1. Cafè andalusia (Joe Zawinul) – 09:14
2. Borges Buenos Aires (Joe Zawinul) – 09:55
3. Tower of silence (Joe Zawinul) – 06:46
4. Intro to a mighty theme (Joe Zawinul) – 01:51
5. Come sunday (Duke Ellington) – 06:42
6. Three postcards (Joe Zawinul) – 02:58
7. Badia (Joe Zawinul) – 04:53
8. Boogie woogie waltz (Joe Zawinul) – 04:23

## Formazione
- Joe Zawinul- tastiere, sintetizzatori
- Allegre Correa- chitarra
- Linley marthe- basso
- Sabine Kabongo- voce
- Karim Ziad – batteria
- Aziz sahmaoui – voce e percussioni
- Arto Tunçboyacıyan - percussioni, voce
- Scott Henderson – chitarra
- Nathaniel Townsley – batteria